# Thermaikos

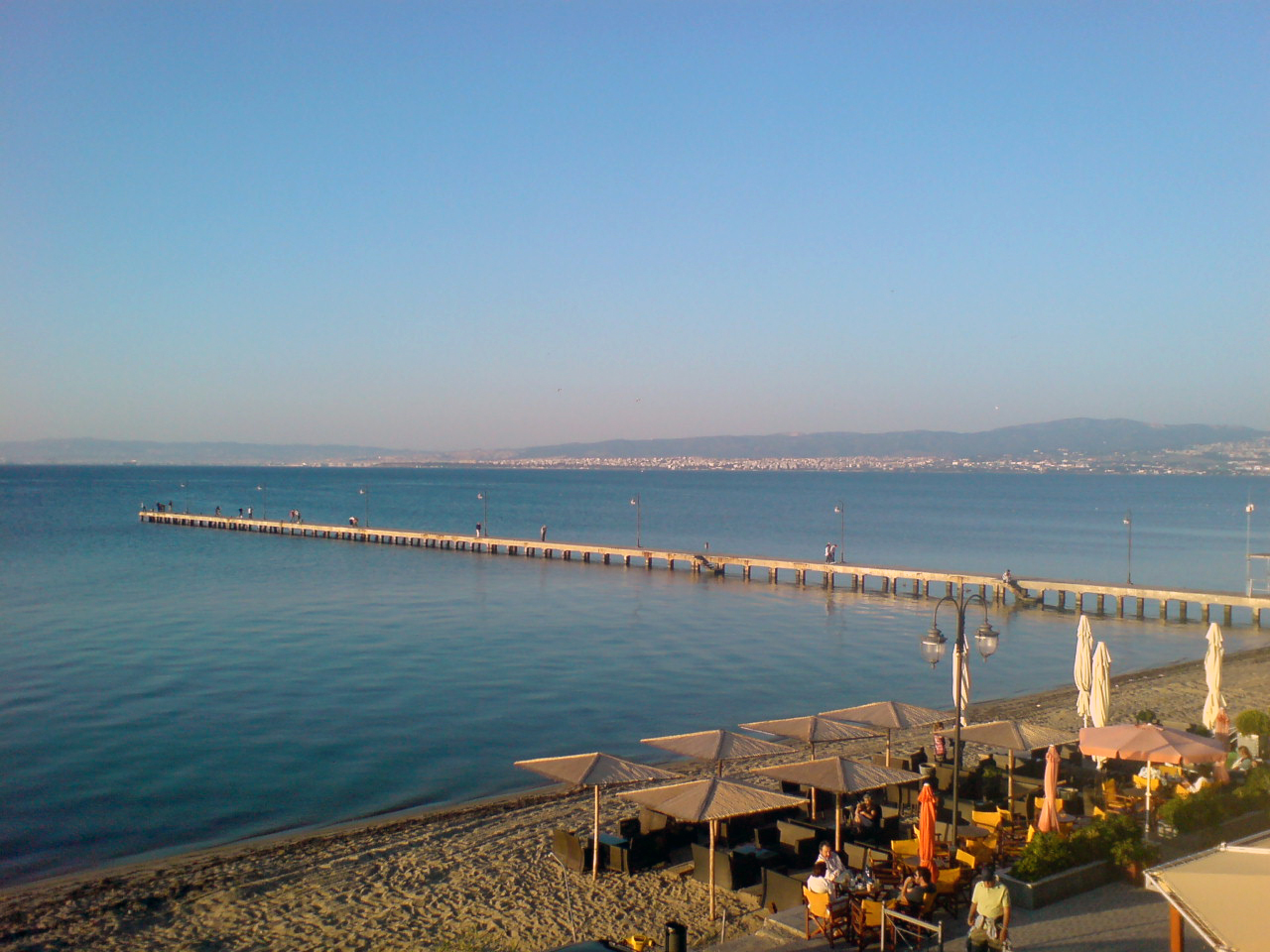
Thermaikos sedd från Thessalonikiförorten Peraia.

Thermaikosbukten (grekiska: Θερμαϊκός Κόλπος) är en bukt i Egeiska havet på norra Greklands fastland. Den begränsas i öster av halvön Chalkidike. Längs bukten sträcker sig Thessaloniki, Greklands näst största stad med 1 miljon invånare (2004). Saltvatteninträngning i grundvattenakviferer är ett stort problem i området.